# Mazières-en-Mauges
Mazières-en-Mauges é uma comuna francesa na região administrativa da Pays de la Loire, no departamento de Maine-et-Loire. Estende-se por uma área de 8,86 km². Em 2010 a comuna tinha 1 228 habitantes (densidade: 138,6 hab./km²).